# Прапор Добропілля
Міськи́й пра́пор Добропілля — офіційний символ міста Добропілля Донецької області. Затверджений 5 липня 2000 р. рішенням № 23/17-15 сесії міської ради.
Автор — О.Киричок.

## Опис
Прямокутне полотнище зі співвідношенням сторін 2:3 складається з двох горизонтальних смуг блакитного і зеленого кольорів (1:4). Від нижнього краю полотнища відходить чорний трикутник у половину ширини прапора, поверх якого біла хвилеподібна смуга (1/16 ширини прапора).